# Maherivaratra
Maherivaratra är en ort i Madagaskar. Den ligger i den norra delen av landet, 600 km norr om huvudstaden Antananarivo. Maherivaratra ligger 17 meter över havet och antalet invånare är 4 151.
Terrängen runt Maherivaratra är platt åt nordväst, men åt sydost är den kuperad. Runt Maherivaratra är det glesbefolkat, med 11 invånare per kvadratkilometer. Det finns inga andra samhällen i närheten. Omgivningarna runt Maherivaratra är huvudsakligen savann.